# Basil Rathbone
Philip St. John Basil Rathbone, MC (13 iunie 1892 – 21 iulie 1967) a fost un actor britanic născut sud-african. În Regatul Unit a devenit notabil ca un actor de scenă shakespearian și a apărut în peste 70 de filme artistice, ocazional în filme de groază. 

## Filmografie
| An   | Titlu                                   | Rol                                                         |
| ---- | --------------------------------------- | ----------------------------------------------------------- |
| 1921 | Innocent                                | Amadis de Jocelyn                                           |
| 1921 | The Fruitful Vine                       | Don Cesare Carelli                                          |
| 1923 | The School for Scandal                  | Joseph Surface                                              |
| 1923 | The Loves of Mary, Queen of Scots       | Undetermined Subordinate Role                               |
| 1924 | Trouping with Ellen                     | Tony Winterslip                                             |
| 1925 | The Masked Bride                        | Antoine                                                     |
| 1926 | The Great Deception                     | Rizzio                                                      |
| 1929 | The Last of Mrs. Cheyney                | Lord Arthur Dilling                                         |
| 1930 | The Bishop Murder Case                  | Philo Vance                                                 |
| 1930 | This Mad World                          | Paul Parisot                                                |
| 1930 | A Notorious Affair                      | Paul Gherardi                                               |
| 1930 | The Flirting Widow                      | Colonel John "Johnny" Vaughn-Smith                          |
| 1930 | The Lady of Scandal                     | Edward, Duke of Warrington                                  |
| 1930 | The Lady Surrenders                     | Carl Vandry                                                 |
| 1930 | Sin Takes a Holiday                     | Reginald "Reggie" Durant                                    |
| 1932 | A Woman Commands                        | Capt. Alex Pastitsch                                        |
| 1932 | After the Ball                          | Jack Harrowby                                               |
| 1933 | One Precious Year                       | Derek Nagel                                                 |
| 1933 | Loyalties                               | Ferdinand de Levis                                          |
| 1935 | David Copperfield                       | Mr. Murdstone                                               |
| 1935 | Anna Karenina                           | Karenin                                                     |
| 1935 | The Last Days of Pompeii                | Pontius Pilate                                              |
| 1935 | A Feather in Her Hat                    | Captain Randolph Courtney                                   |
| 1935 | Kind Lady                               | Henry Abbott                                                |
| 1935 | Captain Blood                           | Levasseur                                                   |
| 1935 | A Tale of Two Cities                    | Marquis St. Evremonde                                       |
| 1936 | Private Number                          | Thomas Wroxton                                              |
| 1936 | Romeo and Juliet                        | Tybalt - Nephew to Lady Capulet                             |
| 1936 | The Garden of Allah                     | Count Ferdinand Anteoni                                     |
| 1937 | Love from a Stranger                    | Gerald Lovell                                               |
| 1937 | Confession                              | Michael Michailow, aka Michael Koslov                       |
| 1937 | Make a Wish                             | Johnny Selden                                               |
| 1937 | Tovarich                                | Commissar Dimitri Gorotchenko                               |
| 1938 | The Adventures of Marco Polo            | Ahmed                                                       |
| 1938 | The Adventures of Robin Hood            | Sir Guy of Gisbourne                                        |
| 1938 | If I Were King                          | King Louis XI                                               |
| 1938 | The Dawn Patrol                         | Major Brand                                                 |
| 1939 | Son of Frankenstein                     | Baron Wolf von Frankenstein                                 |
| 1939 | The Hound of the Baskervilles           | Sherlock Holmes                                             |
| 1939 | The Sun Never Sets                      | Clive Randolph                                              |
| 1939 | The Adventures of Sherlock Holmes       | Sherlock Holmes                                             |
| 1939 | Rio                                     | Paul Reynard                                                |
| 1939 | Tower of London                         | Richard - Duke of Gloucester                                |
| 1940 | Rhythm on the River                     | Oliver Courtney                                             |
| 1940 | The Mark of Zorro                       | Captain Esteban Pasquale                                    |
| 1941 | The Mad Doctor                          | Dr. George Sebastian                                        |
| 1941 | The Black Cat                           | Montague Hartley                                            |
| 1941 | International Lady                      | Reggie Oliver                                               |
| 1941 | Paris Calling                           | Andre Benoit                                                |
| 1942 | Fingers at the Window                   | Cesar Ferrari, alias Dr. H. Santelle                        |
| 1942 | Crossroads                              | Henri Sarrou                                                |
| 1942 | Sherlock Holmes and the Voice of Terror | Sherlock Holmes                                             |
| 1943 | Sherlock Holmes and the Secret Weapon   | Sherlock Holmes                                             |
| 1943 | Sherlock Holmes in Washington           | Sherlock Holmes                                             |
| 1943 | Above Suspicion                         | Sig von Aschenhausen                                        |
| 1943 | Sherlock Holmes Faces Death             | Sherlock Holmes                                             |
| 1943 | Crazy House                             | Sherlock Holmes (Cameo appearance)                          |
| 1944 | The Spider Woman                        | Sherlock Holmes                                             |
| 1944 | The Scarlet Claw                        | Sherlock Holmes                                             |
| 1944 | Bathing Beauty                          | George Adams                                                |
| 1944 | The Pearl of Death                      | Sherlock Holmes                                             |
| 1944 | Frenchman's Creek                       | Lord Rockingham                                             |
| 1945 | The House of Fear                       | Sherlock Holmes                                             |
| 1945 | The Woman in Green                      | Sherlock Holmes                                             |
| 1945 | Pursuit to Algiers                      | Sherlock Holmes                                             |
| 1946 | Terror by Night                         | Sherlock Holmes                                             |
| 1946 | Heartbeat                               | Professor Aristide                                          |
| 1946 | Dressed to Kill                         | Sherlock Holmes                                             |
| 1949 | The Adventures of Ichabod and Mr. Toad  | Narrator (segment "The Wind in the Willows")                |
| 1954 | Casanova's Big Night                    | Lucio / Narrator                                            |
| 1955 | We're No Angels                         | Andre Trochard                                              |
| 1955 | The Court Jester                        | Sir Ravenhurst                                              |
| 1956 | The Black Sleep                         | Sir Joel Cadman                                             |
| 1958 | The Last Hurrah                         | Norman Cass, Sr.                                            |
| 1961 | Mystic Prophecies and Nostradamus       | Narrator                                                    |
| 1962 | Ponzio Pilato                           | Caiaphas                                                    |
| 1962 | The Magic Sword                         | Lodac                                                       |
| 1962 | Tales of Terror                         | Carmichael (segment "The Facts in the Case of M. Valdemar") |
| 1962 | Two Before Zero                         | Narrator                                                    |
| 1964 | The Comedy of Terrors                   | John F. Black, Esq.                                         |
| 1965 | Voyage to the Prehistoric Planet        | Prof. Hartman, Lunar 7                                      |
| 1966 | Queen of Blood                          | Dr. Farraday                                                |
| 1966 | The Ghost in the Invisible Bikini       | Reginald Ripper                                             |
| 1967 | Hillbillys in a Haunted House           | Gregor                                                      |
| 1967 | Autopsia de un fantasma                 | Canuto Perez                                                |
| 1986 | The Great Mouse Detective               | Sherlock Holmes (voce dublată)                              |